# ОФГ Силистра
ОФГ Силистра е дивизия, в която играят отбори от област Силистра. Разделена е на източна и западна подгрупа. Шампионите на двете групи участват в областен финал, който излъчва участник за баражите за влизане в Североизточна аматьорска футболна лига.

## Източна подгрупа
През сезон 2022/23 в групата участват 9 отбора.

### Отбори 2022/23
- Вихър (Боил)
- Вихър (Любен)
- Галактика (Черник)
- Дулово 2006 (Дулово)
- Йълдъръм (Яребица)
- Караджата (Брадвари)
- Лудогорец 2011 (Паисиево)
- Светкавица 2020 (Поройно)
- Чернолик (Чернолик)

## Западна подгрупа
През сезон 2022/23 в групата участват 7 отбора.

### Отбори 2022/23
- Айдемир (Айдемир)
- Добруджа (Искра)
- Добруджа (Ситово)
- Добруджанец 2005 (Алфатар)
- Левски 96 (Главиница)
- Раковски 2005 (Калипетрово)
- Спортист (Кайнарджа)